# 245 a.C.

## Eventos
- Vigésimo ano da Primeira Guerra Púnica.
- Marco Fábio Buteão e Caio Atílio Bulbo, cônsules romanos.
- Fim do reinado de Eudâmidas II, rei de Esparta de 275 a.C. a 245 a.C.
- Inicio do reinado de Ágis IV rei de Esparta de 245 a.C. a 241 a.C.

## Nascimentos
- Asdrúbal Barca, general cartaginês, filho de Amílcar Barca (m. 207 a.C.).

## Mortes
- Eudâmidas II, rei de Esparta.